# Campionati europei di ginnastica aerobica 2001
I Campionati europei di ginnastica aerobica 2001 sono stati la 2ª edizione della competizione organizzata dalla Unione Europea di Ginnastica.
Si sono svolti a Saragozza, in Spagna, dal 22 al 25 novembre 2001.

## Medagliere
| Pos.   | Nazione  | Oro | Argento | Bronzo | Totale |
| ------ | -------- | --- | ------- | ------ | ------ |
| 1      | Romania  | 2   | 2       | 0      | 4      |
| 2      | Francia  | 1   | 2       | 1      | 4      |
| 3      | Bulgaria | 1   | 0       | 1      | 2      |
| 4      | Spagna   | 1   | 0       | 0      | 1      |
| 5      | Italia   | 0   | 1       | 0      | 1      |
| 6      | Russia   | 0   | 0       | 2      | 2      |
| 7      | Islanda  | 0   | 0       | 1      | 1      |
| Totale | Totale   | 5   | 5       | 5      | 15     |

## Podi
| Evento                | Oro             | Argento        | Bronzo                    |
| Individuale maschile  | Jonatan Cañada  | Grégory Alcan  | Halldör Birgir Johannsson |
| Individuale femminile | Izabela Lacatus | Giovanna Lecis | Ludmilla Kovatcheva       |
| Coppia mista          | Francia         | Romania        | Russia                    |
| Trio                  | Bulgaria        | Romania        | Francia                   |
| Gruppo                | Romania         | Francia        | Russia                    |